# کونسولیدیت پی-۳۰
کونسولیدیت پی-۳۰ (به انگلیسی: Consolidated_P-30) یک هواگرد ملخ‌پیشین تک‌موتوره از نوع هواپیمای جنگنده ساخت شرکت Consolidated Aircraft است. هواگرد کونسولیدیت پی-۳۰ نخستین پروازش را در ژانویه ۱۹۳۴ میلادی انجام داد. در مجموع، تعداد ۶۰ فروند از این هواگرد ساخته شده‌است.